# العلاقات البحرينية الباكستانية
العلاقات البحرين الباكستانية هي علاقات تربط البحرين وباكستان وهي قوية للغاية وودية. لدى البحرين سفارة في إسلام آباد وقنصلية عامة في كراتشي بينما لدى باكستان سفارة في المنامة. كلا البلدين أعضاء في منظمة المؤتمر الإسلامي ومجموعة ال77.
بعد رحيل بريطانيا فإن باكستان دعت للاندماج مع إمارات الساحل المتصالح. اعترف البلدان ببعضهما البعض في نفس عام استقلال البحرين وأقيمت العلاقات الدبلوماسية بينهما في نفس العام.

## زيارة دولة
في عام 2005 زار رئيس الوزراء الباكستاني شوكت عزيز البحرين واجتمع مع محمد بن عيسى آل خليفة رئيس الحرس الوطني. ولي عهد البحرين سلمان بن حمد آل خليفة خلال زيارته لباكستان دعا باكستان بوطنه الثاني وذكر أيضا أن لدى باكستان مكانة عالية جدا من قبل القيادة وشعب البحرين.

## الصراع في كشمير
في 12 يونيو 2014 تعهدت السياسيين البحرينيين خلال لقاء مع وفد كشمير في الأمم المتحدة في جنيف لرفع قضية كشمير داخل مجلس النواب البحريني. الناس في الدول العربية في الخليج العربي دعم نضال الكشميريين من أجل حق تقرير المصير كما هو منصوص عليه في قرارات الأمم المتحدة. «نحن نؤيد التفاوض من أجل حل نزاع كشمير منذ فترة طويلة وأي حل مقبول للكشميريين يمكن أن يحقق السلام الدائم المستدام لجنوب آسيا».